# 수리검

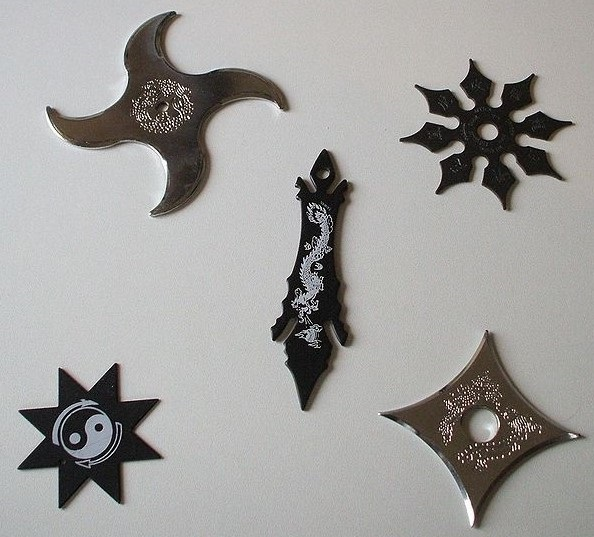
다섯 가지 종류의 수리검

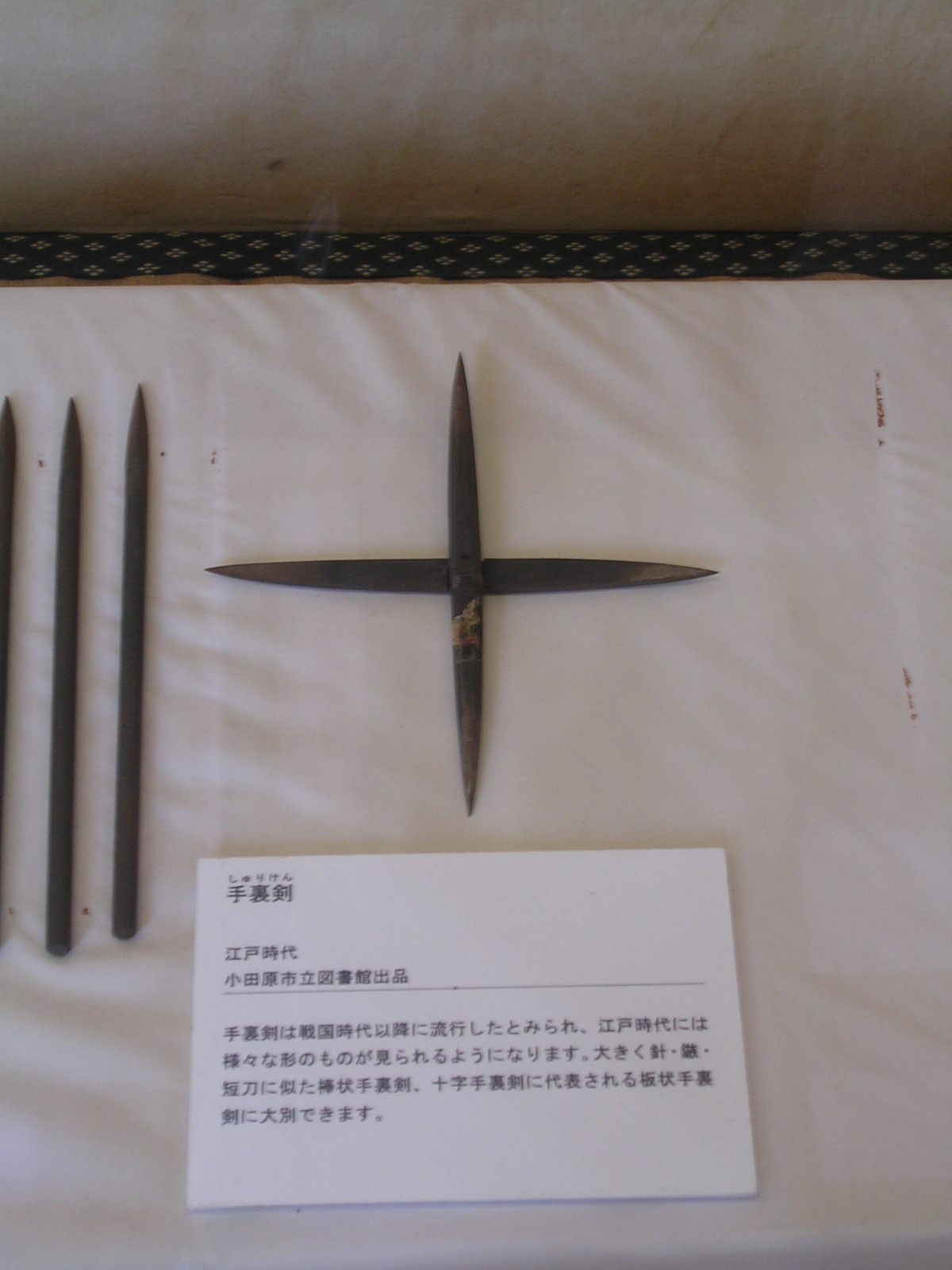
오다와라성 박물관에 있는 에도 시대 수리검. 천본 다트에 유의할 것.

수리검(일본어: 手裏剣 슈리켄[*])은 사무라이나 닌자가 사용하거나 무예에서 숨겨진 단검이나 메쓰부시(눈을 가리는 무기)로 사용하여 적을 교란하거나 속이는 일본의 은닉 무기이다.

## 역사
일본에서 봉수리검의 기원은 계속되는 연구에도 불구하고 여전히 불분명하다.
이는 수리검술이 비밀스러운 기술이었고, 또한 초기 일본 역사 전반에 걸쳐 길고 얇은 물체를 던지는 기술을 독립적으로 익힌 많은 사람들이 있었기 때문이다.
수리검술을 가르치는 학교에 대한 가장 초기의 알려진 언급은 17세기에 활동했던 간리쓰 류이다.
이 유파는 화살에서 유래했다고 여겨지는 뭉툭한 머리를 가진 길고 얇은 도구를 사용했다.
이 유파에서 사용된 칼날의 현존하는 예들은 화살의 모양과 일본의 가죽 세공 및 갑옷 제조에 전통적으로 사용된 바늘의 모양을 결합한 것으로 보인다.
오사카군기(大阪軍記)|와 같은 문헌에는 전투에서 일반적인 칼과 짧은 검을 던졌다는 더 오래된 언급이 있다.
미야모토 무사시는 상대방에게 짧은 검을 던져 죽임으로써 결투에서 승리했다고 전해진다.

## 종류
수리검은 '던지는 별', 또는 '닌자 별'로도 알려져 있지만, 원래는 다양한 형태로 제작되었다.

### 봉수리검
봉수리검(棒手裏剣)은 직선형 철 또는 강철 스파이크로 구성된 투척 무기로, 일반적으로 사각형이지만 때로는 원형 또는 팔각형 단면을 가지고 있다. 일부 예시는 양 끝에 뾰족한 부분이 있다.
길이는 12 to 21 cm (4 1⁄2 to 8 1⁄2 in) 범위이며 평균 무게는 35 to 150 g (1 1⁄4 to 5 1⁄4 oz)이다. 이것은 때때로 던져지기도 하는 찌르고 찌르는 도구인 구나이와 혼동해서는 안 된다.
봉수리검은 다양한 일상용품으로 만들어졌기 때문에 여러 모양과 크기로 존재했다.
일부는 쿠기-가타(못 형태), 하리-가타(바늘 형태), 단도-가타(칼 형태)와 같이 재료에서 이름을 따왔고, 일부는 호코-가타(창 형태), 마쓰바-가타(솔잎 형태)와 같이 비슷한 모양의 물체에서 이름을 따왔으며, 다른 일부는 칸큐토(천공 도구 형태), 구나이-가타(공구 형태), 또는 텟판(철판)과 뱌오(핀)와 같이 순전히 묘사적인 이름을 가지고 있다.
봉수리검은 머리 위로, 아래팔로, 옆으로, 뒤로 등 여러 방법으로 던져지지만, 각 경우 던지기는 칼날이 손에서 손가락을 통해 부드럽고 제어된 비행으로 미끄러져 나가는 것을 포함한다.
주요 투척 방법은 지키 다-호(직격 방법)와 한-텐 다-호(회전 타격 방법)이다. 이 둘은 기술적으로 다른데, 전자는 칼날이 목표물에 맞기 전에 회전하는 것을 허용하지 않는 반면, 후자는 칼날이 회전해야 한다.

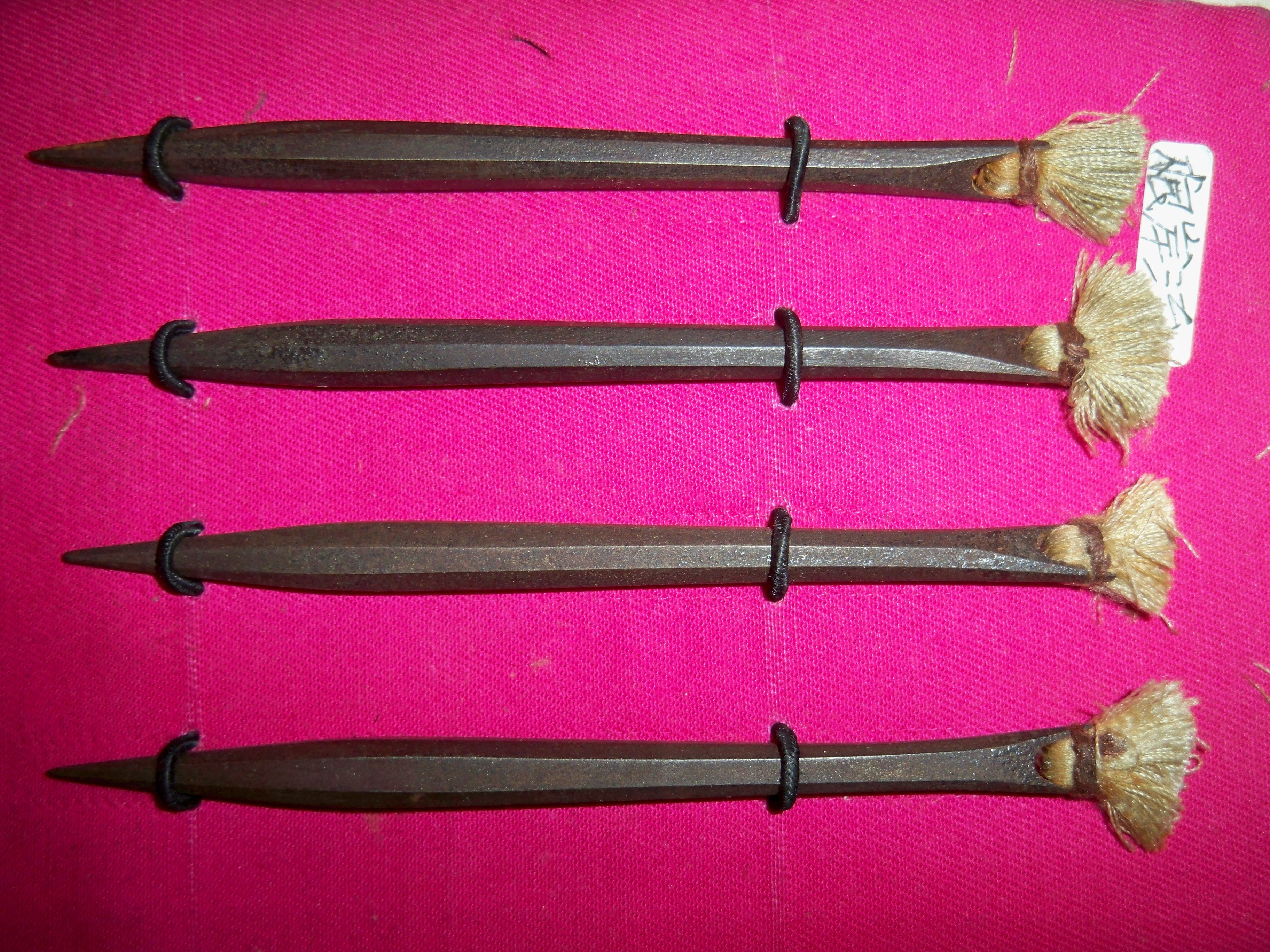
네 개의 고대 단조 일본 봉수리검 (리넨 날개를 가진 철제 투척 다트)

머리핀, 코가타(만능 칼), 젓가락과 같은 다른 물건들도 봉수리검과 같은 방식으로 던져졌지만, 특정 수리검술 유파와는 관련이 없었다.

### 히라 수리검/샤켄

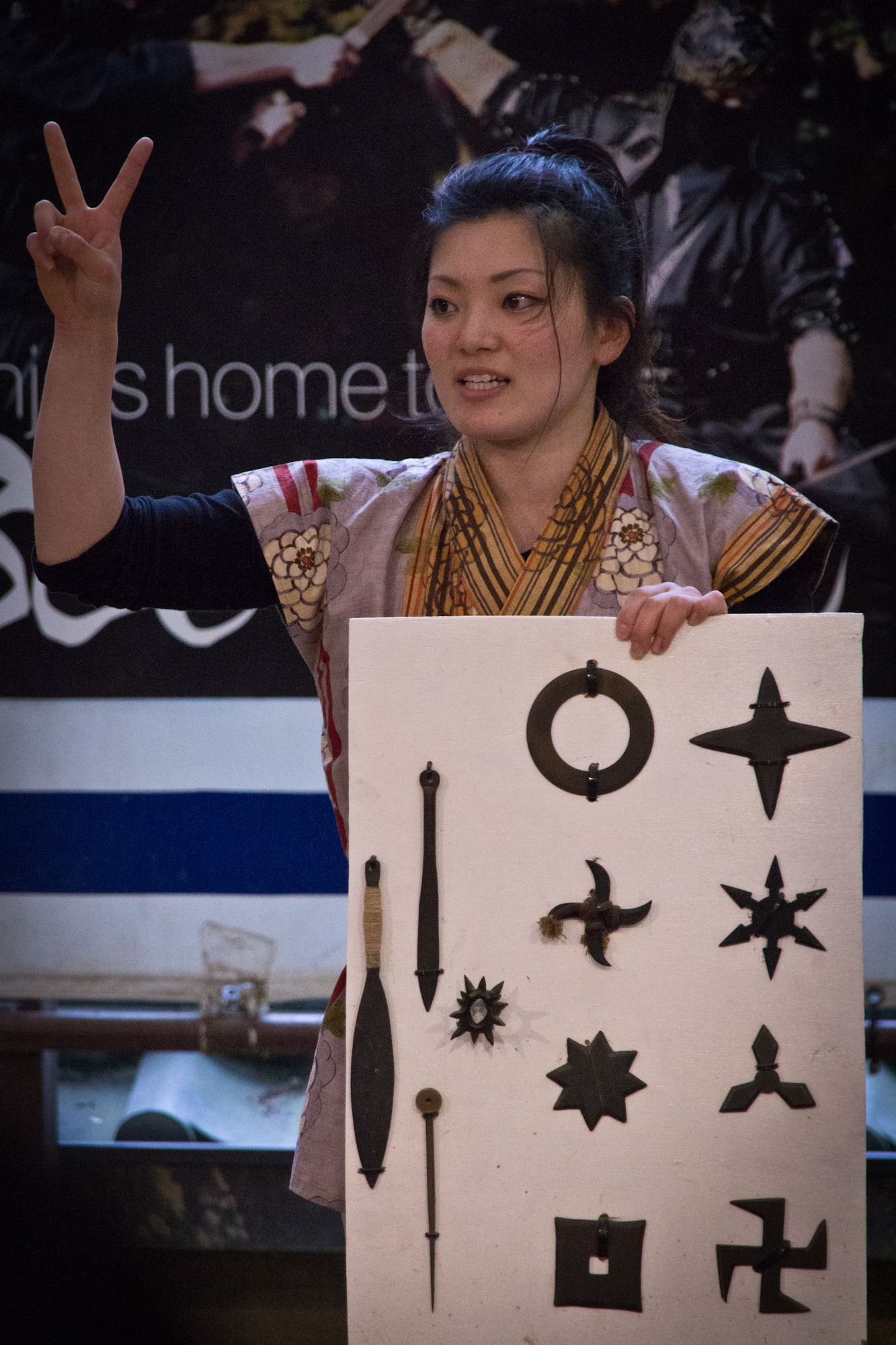
이가류 닌자 박물관의 다양한 수리검

평수리검(平手裏剣) 또는 차검(車剣)은 일반적으로 대중이 생각하는 수리검의 모습과 닮아 있다.
이것들은 히시가네(동전), 구기누키(목공 도구), 실패, 센반(못 제거 도구) 등 다양한 출처에서 나온 얇고 평평한 금속판으로 제작된다.
종종 중앙에 구멍이 있고, 주로 끝이 날카롭게 연마된 상당히 얇은 날을 가지고 있다. 구멍은 구멍이 있는 물건, 즉 오래된 동전, 와셔, 못 제거 도구에서 유래한다.
이는 수리검 사용자가 무기를 끈이나 막대에 꿰어 허리에 차고 다닐 수 있게 해주어 편리했으며, 구멍은 칼날의 비행을 돕는 공기역학적 및 무게 효과도 가지고 있었다.
히라 수리검에는 다양한 형태가 있으며, 현재는 날이 가진 점의 수로 식별되는 경우가 많다.
봉수리검과 마찬가지로, 히라 수리검의 다양한 모양은 일반적으로 특정 유파(류)나 그러한 모양의 사용을 선호하는 지역을 나타내며, 따라서 사용된 칼날의 종류로 유파를 식별할 수 있다.

## 용도
수리검은 사무라이의 무기고에 있는 일본도나 다른 무기들의 보조 무기로 기능했지만, 종종 전투에서 중요한 전술적 효과를 발휘했다.

### 유효 범위
수리검의 목표는 주로 노출된 신체 부위인 눈, 얼굴, 손, 발이었다.
수리검은 낮은 질량에도 불구하고 짧은 거리에서 치명적인 타격을 줄 수 있었다. 어떤 경우에는 수리검이 목표물을 부분적으로 내장할 수 있었다.
수리검, 특히 히라 수리검은 새로운 방식으로도 사용되었다. 땅에 박아 밟는 사람에게 부상을 입히거나(마름쇠와 유사), 소이탄처럼 심지에 싸서 불을 붙여 던지거나, 독이 묻은 천에 싸서 불을 붙여 특정 지역을 유독 가스 구름으로 덮을 수 있었다.
또한 근접 전투에서 손에 들고 사용하는 무기로도 사용될 수 있었다.
수리검에 독을 발라 던지는 무기로 사용하거나, 희생자가 집어들도록 눈에 띄는 장소에 놓아두는 것에 대한 보고서가 있다.
다른 보고서에 따르면, 수리검은 흙이나 동물 배설물에 묻혀 파상풍균 (클로스트리디움 테타니)을 배양하도록 했을 수도 있다. 만약 뾰족한 부분이 희생자에게 충분히 깊게 침투했다면, 상처로 옮겨진 박테리아는 그 당시에는 불치병이었던 파상풍 감염을 유발할 수 있었다.

### 수리검술
수리검을 다루는 기술은 수리검술로 알려져 있으며, 야규 신카게류, 텐신 쇼덴 가토리 신토류, 잇토류, 쿠키신류, 토가쿠레류 등 많은 유명 유파의 무술 교육 과정에서 작은 부분으로 가르쳐졌다.

## 합법성
유럽과 북아메리카에서 판매되는 현대의 상업용 수리검은 종종 스테인리스강으로 만들어진다.
그러나 벨기에, 네덜란드, 캐나다, 독일, 그리고 영국 (제조, 판매, 유통 및 수입)과 같은 많은 국가 및 관할 지역에서는 소지 또는 휴대가 불법이다.
미국에서는 캘리포니아주 및 뉴욕주와 같은 일부 주에서 금지되어 있다. 어떤 경우에는 허용될 수 있지만, 여전히 특정 지역 법규의 적용을 받을 수 있다. 소유자는 소지 허가증을 가지고 있어야 할 수도 있다.

## 문화적 유산

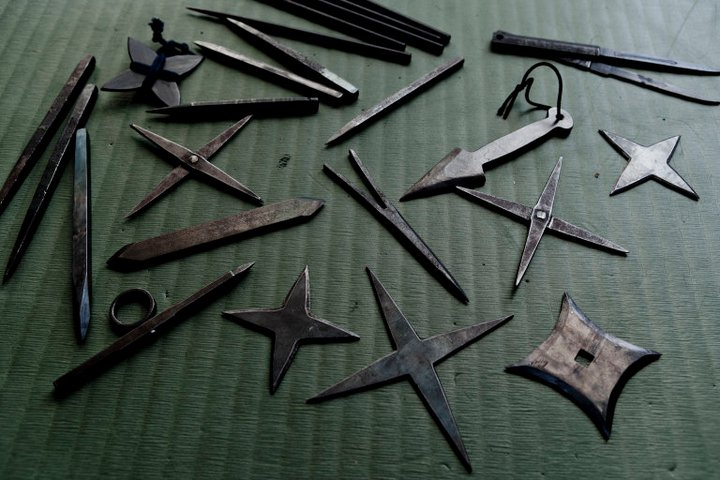
다양한 형태의 수리검

수리검은 단순한 무기이지만, 그 역사적 가치는 증가했다.
가타나나 다른 날붙이 무기와 달리, 골동품 수리검은 (일부는 부식을 막기 위해 재에 검게 그을려 있지만) 소모품이라는 특성 때문에 잘 보존되지 않은 경우가 많다.

## 같이 보기
- 무술 무기 목록
- 부메랑
- 차크람
- 구나이
- 비도 (투척무기)
- 풍화륜